# Teotónio de Bragança
Teotónio de Bragança, S.J. (Coimbra, 2 de agosto de 1530 - Valladolid, 24 de julho de 1602) era o quinto filho do 4.º Duque de Bragança Jaime I de Bragança e da sua segunda esposa Joana de Mendonça, sendo irmão do 5.º Duque Teodósio I de Bragança, bem como do vice-rei da Índia Constantino de Bragança, tendo sido 4.º Arcebispo de Évora desde 1578 até à sua morte.
Teotónio foi educado primeiramente no Paço Ducal de Vila Viçosa (cuja construção se ficou a dever a seu pai, D. Jaime), tendo depois estudado latim no Mosteiro de Santa Cruz, em Coimbra. Quis seguir a vida religiosa contra a vontade do irmão D. Teodósio, o chefe da casa ducal (o pai falecera quando contava apenas dois anos de idade), mas com perto de dezanove anos ingressou no colégio da Companhia de Jesus em Coimbra, tendo professado em 12 de Julho de 1549. Foi chamado por Inácio de Loyola a Roma, onde estudou algum tempo antes de ir para a Universidade de Paris, onde se doutorou em Teologia.
Acabou por regressar a Portugal a pedido do irmão, embora a contra-gosto, tendo sido feito tesoureiro da colegiada de Barcelos, património dos Braganças. Daí seguiu para Salamanca, até que em 28 de Junho de 1578 foi feito bispo de Fez e coadjutor do arcebispo de Évora, o cardeal-infante D. Henrique, o qual, ao ascender ao trono em finais desse ano, lhe cedeu o lugar à frente do arcebispado, tendo D. Teotónio tomado posse da arquidiocese eborense em 7 de Dezembro de 1578.
Fundou diversos mosteiros e hospitais, e em 1579, devido à seca que se verificava em todo o Alentejo, abriu os seus celeiros aos que mais padeciam com a fome; como a esta sucedesse a pestilência, D. Teotónio encarregou-se pesoalmente de ajudar os que padeciam da terrível doença, tendo chegado a penhorar todas as suas pratas.
Como grande dirigente eclesiástico, tomou parte nas Cortes de Tomar de 1581, nas quais foi aclamado rei de Portugal Filipe II de Espanha, bem como às Cortes de Lisboa de 1583, nas quais foi jurado herdeiro da Coroa o príncipe Filipe.
D. Teotónio viria a falecer repentinamente, aos setenta e dois anos, vítima de uma apoplexia, quando se achava em Castela. O seu corpo foi trasladado para Évora e sepultado no Convento de Santo António da Piedade, por si fundado.
Deixou uma importante biblioteca, na qual se encontravam obras raras, manuscritos antigos, e várias obras eduardinas, a qual viria mais tarde a passar para a biblioteca do Cartuxa de Évora.